# William Henry Thorne
Pour les articles homonymes, voir Thorne.
William Henry Thorne (1844 - 1923) est un homme d'affaires, ancien sénateur canadien du Nouveau-Brunswick.

## Biographie
William Henry Thornn naît le 12 septembre 1844 à Saint-Jean, au Nouveau-Brunswick.
Il est nommé sénateur sur avis de Robert Borden le 26 juillet 1913 et le reste jusqu'à sa mort le 8 juillet 1923.